# Armatolové

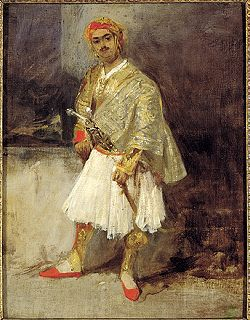
Příslušník armatolů

Armatolové (řecky plurál Αρματολοί, singulár Αρματολός - Armatolos) byli členové řeckých křesťanských nepravidelných ozbrojených jednotek, neboli domobrany, vytvořených osmanskou správou, aby ve zvláštních správních oblastech zvaných Armatoliki (řecky singulár Αρματολίκι, plurál Armatolikia - Αρματολίκια ) prosazovali autoritu osmanského sultána. Armatolikie byly zřizovány na územích s vysokým výskytem banditů nebo v místech, kde bylo pro osmanskou správu obtížné efektivně vládnout, většinou kvůli nepřístupnému terénu, například v Agrafském pohoří v Thesálii. Právě zde byly na počátku 15. století vytvořeny první jednotky armatolů.
Armatoliki byla většinou pod velením kapetania (kapetanios - kapitán), což byl často bývalý velitel řeckých zbojníků zvaných kleftové. Ty najímali osmanští pašové, aby bojovali nebo potlačili zbojnické skupiny v oblasti. Většinou se kapitán stal známým právě díky svému působení u zbojníků. Poté byl omilostněn a po získání postu u armatolů nabyl i množství pravomocí. Armatolské jednotky tak byly často organizovány podobným způsobem jako kleftové, s kapitánem a pobočníkem (protopalikaro), který byl obvykle kapitánův příbuzný, v čele.
Během času se role armatolů a kleftů promíchaly, takže jejich postavení a vztah k osmanské moci se měnily podle situace. Obě skupiny udržovaly s osmanskou správou křehkou rovnováhu. Mnoho kapitánů vedlo své armatoliki jako osobní léno, což se projevovalo vydíráním i násilím na místním venkovském obyvatelstvu.
Během řecké války za nezávislost vytvořili armatolové spolu s klefty základ řeckých ozbrojených sil a hráli významnou roli po celé období povstání.
Mezi slavné armatoly patřili například Georgios Karaiskakis, Odysseas Androutsos či Athanasios Diakos.